# Silly, Hainaut
Silly (tiếng Hà Lan: Opzullik)là một đô thị ở tỉnh Hainaut. Tại thời điểm ngày 1 tháng 1 năm, 2006 Silly có dân số 7.995 người. Tổng diện tích là 67,68 km² với mật độ dân số là 118 người trên mỗi km².